# Harold Teen (film, 1928)
Pour plus de détails, voir Fiche technique et Distribution.
Harold Teen est un film américain réalisé par Mervyn LeRoy et sorti en 1928.
Il s'inspire du comic strip Harold Teen de Carl Ed, qui a fait l'objet d'une autre adaptation au cinéma en 1934.

## Synopsis
Harold, un garçon de ferme, s'installe en ville et y fréquente le lycée. Il y devient rapidement très populaire, son caractère dynamique suscitant beaucoup d'enthousiasme sur le campus. Il rejoint une fraternité, joue au football et dirige une pièce de théâtre. Au lieu d'une pièce de théâtre classique à l'école, Harold suggère de faire un film de type western. Une partie de l'intrigue nécessite qu'ils fassent sauter un barrage, mais il se trouve que l'approvisionnement en eau de sa ferme à la campagne est coupé.

## Fiche technique
- Réalisation : Mervyn LeRoy
- Scénario : Thomas J. Geraghty d'après le comic strip Harold Teen de Carl Ed.
- Producteur : Robert Kane (en)
- Photographie : Ernest Haller
- Montage : LeRoy Stone
- Genre : Comédie[2]
- Production : First National Pictures
- Durée : 80 minutes
- Date de sortie : 29 avril 1928

## Distribution
- Arthur Lake : Harold Teen
- Mary Brian : Lillums Lovewell
- Lucien Littlefield : Dad Jenks
- Jack Duffy : Grandpop Teen
- Alice White : Giggles Dewberry
- Jack Egan : Horace Teen
- Hedda Hopper : Mrs. Hazzit
- Ben Hall : Goofy
- William Bakewell : Percival
- Lincoln Stedman : Beezie
- Fred Kelsey : Mr. Lovewell
- Jane Keckley : Mrs. Teen
- Ed Brady : Officer Axel Dewberry
- Virginia Sale : Mrs. Schmittenberger

## Statut du film
Une copie du film est conservée à la Bibliothèque du Congrès.